# Koga Takahiro
Koga Takahiro (sinh ngày 11 tháng 3 năm 1999) là một cầu thủ bóng đá người Nhật Bản.

## Sự nghiệp câu lạc bộ
Koga Takahiro hiện đang chơi cho V-Varen Nagasaki.